# Велика Калудра
Велика Калудра је насеље у општини Зубин Поток на Косову и Метохији. Атар насеља се налази на територији катастарске општине Велика Калудра површине 856 ha. Историјски и географски припада Ибарском Колашину. Насеље је на североисточним обронцима Мокре Горе. Село је на горњим деловима присојних страна на изворишту Црепуљске реке, од насеља Мала Калудра га одваја висок брег. Делови села су: Селиште, Орничке Ливаде, Куртово Селиште, Ђуров До, Кућетине, Долови и Поткапак. Насеље је наводно добило име према насељу Калудра код Берана у Црној Гори из које се доселило неко старије становништво. Мада је вероватније тумачење да назив долази од калуђера који су живели у цркви у Ријеци, која је сада у рушевинама. Заеоци су: Утвићи, Мијачићи и Потрићи. После ослобађања од турске власти место је у саставу Звечанског округа, у срезу митровичком, у општини црепуљској и 1912. године има 149 становника (Велика и Мала Калудра заједно).

## Демографија
Насеље има српску етничку већину.
Број становника на пописима:
- попис становништва 1948. године: 117
- попис становништва 1953. године: 135
- попис становништва 1961. године: 151
- попис становништва 1971. године: 85
- попис становништва 1981. године: 66
- попис становништва 1991. године: 38